# Jürgen Lehn

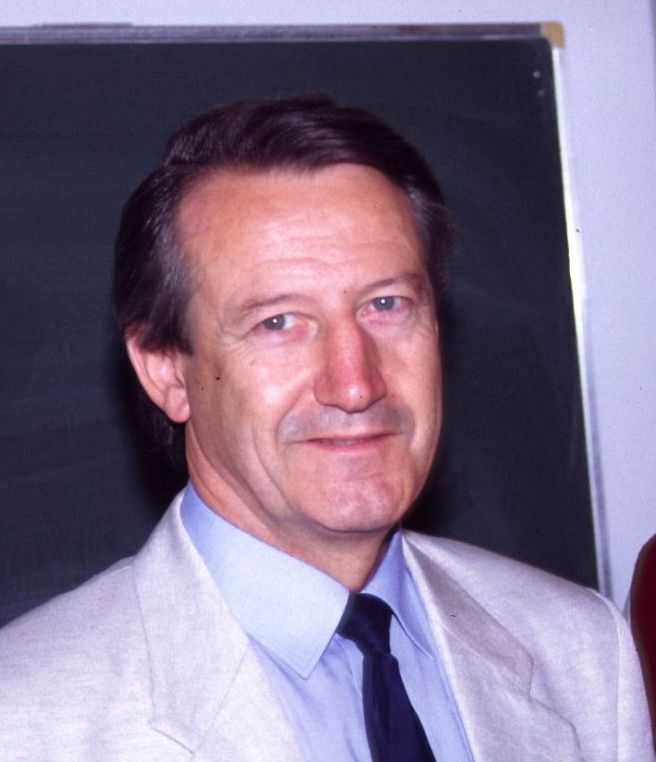
Jürgen Lehn (TU Darmstadt, 1993)

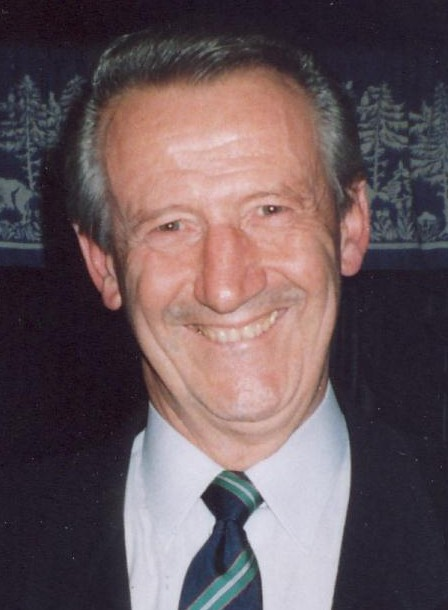
Jürgen Lehn 2004

Jürgen Lehn (* 28. April 1941 in Karlsruhe; † 29. September 2008 in Darmstadt) war ein deutscher Mathematiker, der sich vor allem mit mathematischer Stochastik beschäftigte.

## Leben und Wirken
Von 1961 bis 1968 studierte Lehn an den Universitäten Freiburg und Karlsruhe (TH), wo er das Diplom in Mathematik erwarb. Anschließend wechselte er an die Universität Regensburg; dort wurde er 1972 mit der von Dietrich Bierlein betreuten Dissertation „Zur Theorie der Alternativtests bei zusammengesetzten Hypothesen“ promoviert. 1978 habilitierte er sich an der Universität Karlsruhe mit einer Schrift „Maßfortsetzungen und Aumanns Selektionstheorem“. Bereits im selben Jahr wurde er auf eine Professur (C3) an der Philipps-Universität Marburg berufen. 1980 nahm er einen Ruf auf eine C4-Professur an der TU Darmstadt an.
Schwerpunkte der wissenschaftlichen Arbeit Lehns waren Maßfortsetzungsprobleme, Gamma-Minimax-Schätzer, Algorithmen zur Erzeugung von Zufallszahlen sowie die Anwendung statistischer Methoden in den Ingenieur- und Naturwissenschaften.

## Schriften
Bücher
- mit Helmut Wegmann: Einführung in die Stochastik, Göttingen: Vandenhoeck & Ruprecht, 1984
- mit Helmut Wegmann: Einführung in die Statistik, Stuttgart: Teubner, 1985, 5. Aufl. 2006
- mit Helmut Wegmann, Stefan Rettig: Aufgabensammlung zur Einführung in die Statistik, Stuttgart: Teubner, 1988, 3. Aufl. 2001
- mit Thomas Müller-Gronbach, Stefan Rettig: Einführung in die deskriptive Statistik, Stuttgart: Teubner, 2000
- mit Karl Graf Finck von Finckenstein, Helmut Schellhaas, Helmut Wegmann: Arbeitsbuch Mathematik für Ingenieure, Stuttgart: Teubner, Band I 2000, 5. Aufl. 2007; Band II 2002, 3. Aufl. 2006

Ausgewählte Artikel
- Maßfortsetzungen und Aumann’s Selektionstheorem. Z. Wahrscheinlichkeitstheor. Verw. Geb. 35, 265–268 (1976).
- Der Irrtumsbereich bei zusammengesetzten Alternativen. Stud. Sci. Math. Hung. 11, 75–78 (1976).
- Remark on measurable graph theorems. Proc. Am. Math. Soc. 63, 46–48 (1977).
- mit Gerhard Mägerl: On the uniqueness of pre-image measures. Z. Wahrscheinlichkeitstheor. Verw. Geb. 38, 333–337 (1977).
- Prämeßbare Funktionen. Manuscr. Math. 20, 141–152 (1977).
- mit Albert Ascherl: Two principles for extending probability measures. Manuscr. Math. 21, 43–50 (1977).
- mit Jürgen Eichenauer: Eine Bemerkung zur Periodenlängenbestimmung bei einem verallgemeinerten Fibonacci-Generator. Elem. Math. 39, 81–84 (1984).
- mit Jürgen Eichenauer: A non-linear congruential pseudo random number generator. Stat. Hefte 27, 315–326 (1986).
- mit Jürgen Eichenauer: On the structure of quadratic congruential sequences. Manuscr. Math. 58, 129–140 (1987).
- mit Jürgen Eichenauer, Holger Grothe und Alev Topuzolu: A multiple recursive nonlinear congruential pseudo random number generator. Manuscr. Math. 59, 331–346 (1987).
- mit Friedrich Rummel: Gamma-minimax estimation of a binomial probability under squared error loss. Stat. Decis. 5, No.1–4, 229–249 (1987).
- mit Jürgen Eichenauer und Stefan Rettig: A gamma-minimax result in credibility theory. Insur. Math. Econ. 7, No.1, 49–57 (1988).
- mit Jürgen Eichenauer und Holger Grothe: Marsaglia’s lattice test and non-linear congruential pseudo-random number generators. Metrika 35, No.3–4, 241–250 (1988).
- mit Jürgen Eichenauer und P. Kirschgarth: Gamma-minimax estimators for a bounded normal mean. Stat. Decis. 6, No.4, 343–348 (1988)
- mit Jürgen Eichenauer und Alev Topizolu: A nonlinear congruential pseudorandom number generator with power of two modulus. Math. Comput. 51, No.184, 757–759 (1988).
- mit Jürgen Eichenauer: Randomized minimax estimators under simple random sampling from a finite population. Elem. Math. 43, No.6, 170–177 (1988).
- mit Jürgen Eichenauer-Herrmann und Holger Grothe: On the period length of pseudorandom vector sequences generated by Matrix generators. Math. Comput. 52, No.185, 145–148 (1989).
- mit Jürgen Eichenauer-Herrmann: Minimax estimators for the Location parameter of a noncentral exponential distribution when the Parameter space is bounded. J. Comput. Appl. Math. 26, No.3, 333–337 (1989).
- mit Jürgen Eichenauer: Computation of gamma-minimax estimators for a bounded normal mean under squared error loss.Stat. Decis. 7, No. 1–2, 37–62 (1989).
- mit Lanxiang Chen und Jürgen Eichenauer-Herrmann: Gamma-Minimax estimators for the parameters of a multinomial distribution. Zastosow.Mat. 20, No.4, 561–564 (1990).
- mit Jürgen Eichenauer-Herrmann und W. Gohout: Minimax estimation of a binomial probability under weighted absolute error loss. Stat. Decis. 8, No.1, 37–45 (1990).
- mit Lanxiang Chen und Jürgen Eichenauer-Herrmann: Gamma-Minimax estimation of a multivariate normal mean. Metrika 37, No.1, 1–6 (1990).
- mit Lanxiang Chen: Gamma-minimax estimators for the mean of a multivariate normal distribution with partially unknown covariance matrix. Acta Math. Appl. Sin., Engl. Ser. 11, No.1, 11–16 (1995).
- mit T. Seibert, S. Schwan und F.G. Kollmann: Identification of material parameters for inelastic constitutive models: Stochastic simulations for the analysis of deviations. Contin. Mech. Thermodyn. 12, No.2, 95–120 (2000).
- mit A. Rößler und O. Schein: Adaptive schemes for the numerical solution of SDEs – a comparison. J. Comput. Appl. Math. 138, No.2, 297–308 (2002)
- mit T. Harth S. Schwan und F.G. Kollmann: Identification of material parameters for inelastic constitutive models: statistical analysis and design of experiments. Int. J. Plast. 20, No. 8–9, 1403–1440 (2004).
- mit Dominique Küpper und Andreas Rößler: A step size control algorithm for the weak approximation of stochastic differential equations. Numer. Algorithms 44, No. 4, 335–346 (2007).
- mit Tobias Harth: Identification of material parameters for inelastic constitutive models using stochastic methods. GAMM-Mitt. 30, No. 2, 409–429 (2007).